# Индекс автомобильных номеров Мальты

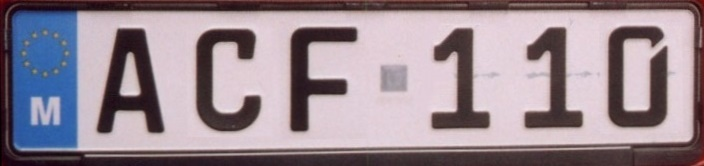
мальтийский автомобильный номер

Мальтийский регистрационный номерной знак изображается чёрным шрифтом на белом фоне. В левом краю находится стандартная для европейских номерных знаков синяя полоса, на которой изображены звёзды европейского флага и международное обозначение мальты — M. За синей полосой идут три буквы и три цифры. Между буквами и цифрами находится квадратная серебристая наклейка (вид номера:  ABC•123). Номера вышеописанного вида введены в 1995 году и уже тогда выпускались с европейской символикой, несмотря на то, что Мальта вступила в Европейский Союз только в 2004 году.
На мальтийских номерах используется специальный шрифт (FE-Schrift), разработанный в Германии, затрудняющий подделку символов путём дорисовки. Данный шрифт можно также встретить на немецких автомобильных номерах.

## Номера на частных легковых автомобилях
На номерах, выдаваемых владельцам частных легковых автомобилей первая буква указывает месяц, в котором следует уплатить годовой налог на транспортное средство. Однако существует возможность приобретения персонализированных номерных знаков. На персонализированных номерных знаках можно выбрать либо любую комбинацию букв и цифр, набранную в стандартном формате ABC 123, либо любую желаемую комбинацию до восьми знаков.
Месяца кодируются следующими буквами:
- Январь: A, M и Y
- Февраль: B, N и Z
- Март: C и O
- Апрель: D и P
- Май: E и Q
- Июнь: F и R
- Июль: G и S
- Август: H и T
- Сентябрь: I и U
- Октябрь: J и V
- Ноябрь: K и W
- Декабрь: L и X

## Специальное кодирование номеров

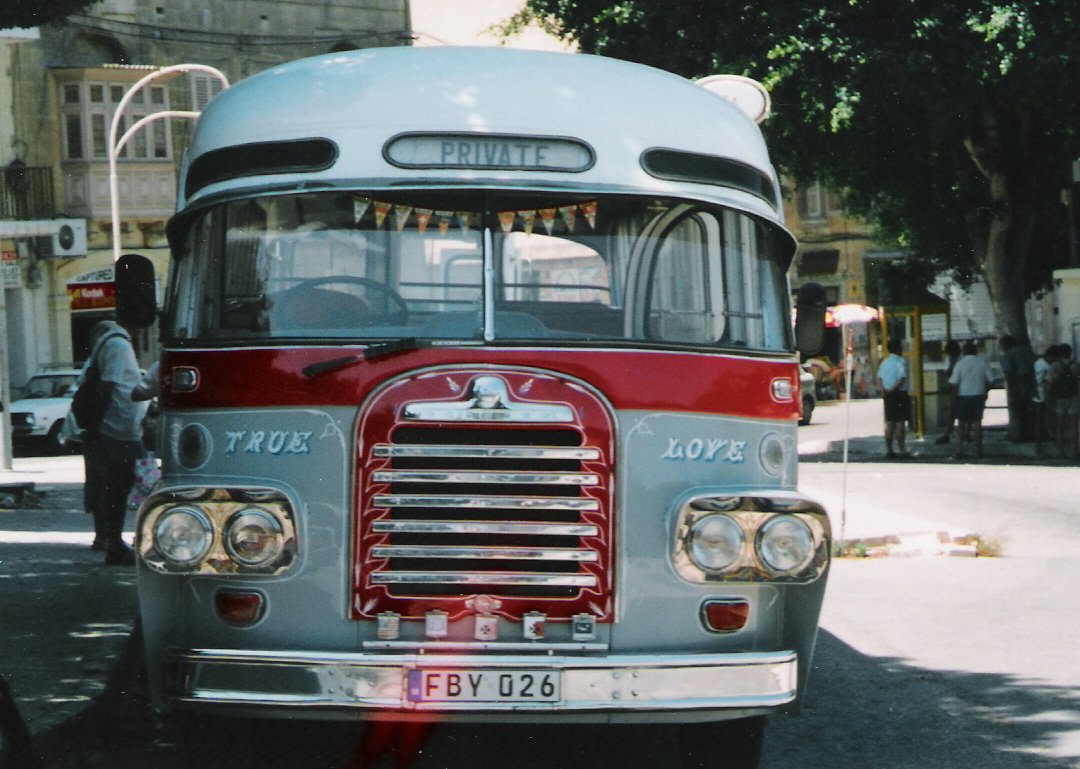
Мальтийский автобус со специальными номерами

Для специального транспорта в Мальте существует следующяя система кодирования символов номерного знака (X — любая буква, A — кодируемые знаки):
- Арендуемый автомобиль: последняя буква — K (вид номера:  XXK 001)
- Такси/автобусы/микроавтобусы/туристические автобусы: последняя буква — Y (вид номера:  XXY 001)
- Транспортные средства свободные от налогов: первые две буквы — TF (вид номера:  TFX 001)
- Транспорт, принадлежащий правительству: первые две буквы — GV (вид номера:  GVX 001)
- Полиция: буквы GVP (вид номера:  GVP 001)
- Вооружённые силы Мальты: буквы GVA (вид номера:  GVA 001)
- Министерство здравоохранения: буквы GVH (вид номера:  GVH 001)
- Дипломатический корпус: первые две буквы — CD (вид номера:  CDX 001)
- Автомобили членов парламента: две буквы GM, две цифры (вид номера:  GM 01)

## Старые номера

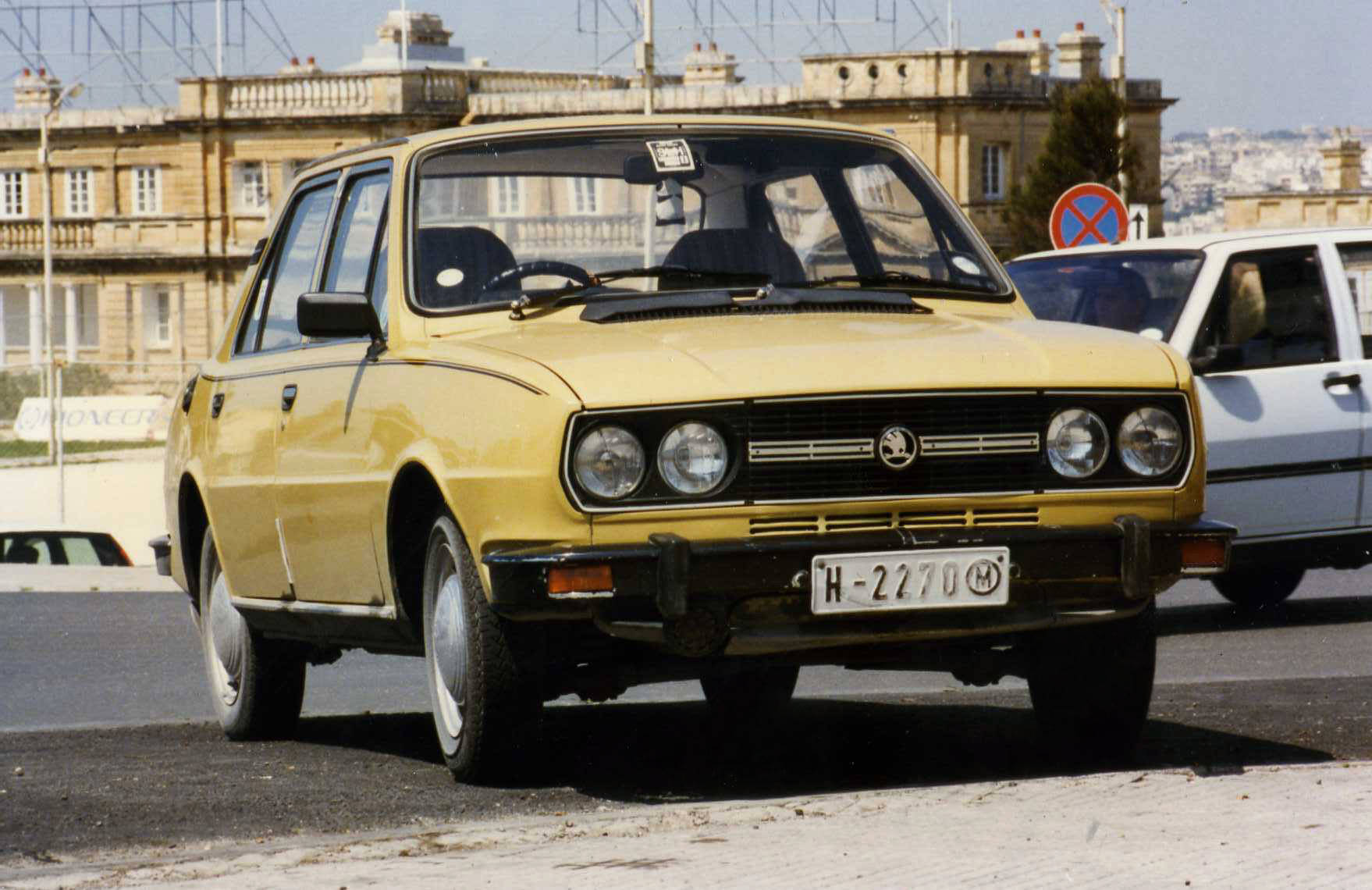
Шкода со старыми номерами

До 1995 года на мальтийских номерах изображалась буква M в круге. Номер записывался в следующем формате: одна буква, дефис, четыре цифры. Номер писался чёрным шрифтом на белом фоне.
Номера кодировались следующим образом (A — кодируемые знаки):
- Частные транспортные средства: любая буква, четыре цифры (формат номера: A-1234)
- Арендуемые автомобили: буква X, жёлтый фон (формат номера: X-1234)
- Такси/автобусы/микроавтобусы/туристические автобусы: буква Y, красный фон (формат номера: Y-1234)